# Zaręby-Sasiny
Zaręby-Sasiny – część wsi Zalesie-Stefanowo w Polsce położona w województwie podlaskim, w powiecie wysokomazowieckim, w gminie Czyżew.
W latach 1975–1998 miejscowość administracyjnie należała do województwa łomżyńskiego.

## Historia
W roku 1578 wzmiankowane: Zaremby Wilczagóra Choromany, Zaręby Ciemne, Zaręby Kramki, Sassini, Zaręby Warchoły.
W XIX w. Zaręby, osady i wsie okolicy drobnoszlacheckiej w powiecie ostrowskim, w parafii Rosochate'
Pod koniec XIX w. okolicę tworzyły:
- Zaręby Bindugi, gmina Dmochy Glinki. W roku 1827 we wsi 4 domy i 16 mieszkańców
- Zaręby Bolędy, gmina Warchoły. W 1827 roku 9 domów i 52 mieszkańców. Pod koniec XIX wieku 4 domy i 16 mieszkańców
- Zaręby Choromany, gmina Warchoły. W 1827 roku 10 domów i 72 mieszkańców. Pod koniec XIX wieku 11 domów i 66 mieszkańców
- Zaręby Ciemne, gmina Warchoły. W 1827 roku 10 domów i 68 mieszkańców. Pod koniec XIX wieku 9 domów i 71 mieszkańców
  - w 1704 r. urodził się tu Józef Pułaski, późniejszy starosta warecki, ojciec Kazimierza
- Zaręby Góry Leśne, gmina Dmochy Glinki. W 1827 roku 11 domów i 84 mieszkańców. Pod koniec XIX wieku 11 domów i 88 mieszkańców
- Zaręby Grzymały, gmina Warchoły. W 1827 roku 9 domów i 52 mieszkańców. Pod koniec XIX wieku 11 domów i 65 mieszkańców
- Zaręby Kramki, gmina Warchoły. W 1827 roku 10 domów i 47 mieszkańców. Pod koniec XIX wieku 14 domów i 97 mieszkańców
- Zaręby Krztęki, gmina Warchoły. W 1827 roku 9 domów i 56 mieszkańców. Pod koniec XIX wieku 15 domów i 113 mieszkańców
- Zaręby Sasiny. W 1827 roku 4 domy i 38 mieszkańców. Pod koniec XIX wieku 9 osad. Użytki rolne o powierzchni 34 morgów. 
  - folwark Zaręby Sasiny w roku 1885 posiadła powierzchnię użytków rolnych wynoszącą 226 morgów
- Zaręby Święchy, gmina Dmochy Glinki. W 1827 roku 9 domów i 57 mieszkańców. Pod koniec XIX wieku 6 domów i 54 mieszkańców
- Zaręby Swięszki, gmina Warchoły. W 1827 roku 7 domów i 44 mieszkańców. Pod koniec XIX wieku 8 domów i 36 mieszkańców
- Zaręby Warchoły, gmina Warchoły. Pod koniec XIX wieku 18 domów i 97 mieszkańców[5]

W pobliżu znajdują się Zaręby Skórki, gmina Dmochy Glinki. W 1827 roku liczyły 5 domów i 34 mieszkańców, pod koniec XIX w. 2 domy i 18 mieszkańców.
W 1921 r. wyszczególniono:
- wieś Zaręby-Sasiny. Było tu 5 budynków z przeznaczeniem mieszkalnym oraz 38. mieszkańców (14. mężczyzn i 24 kobiety)
- folwark Zaręby-Sasiny, gdzie znajdował się 1 budynek mieszkalny z 6. mieszkańcami (5. mężczyzn i 1. kobieta). Wszyscy podali narodowość polską.[6]